# Daniel Daperis
Daniel Daperis (en griego: Ντανιέλ Δαπέρης; Melbourne, Victoria, 1988) es un actor y director australiano, conocido por haber interpretado a Chip en la serie Thunderstone.

## Biografía
Su hermano menor es el actor y director australiano Jared Daperis.

## Carrera
En 1995 se unió al elenco de la serie Snowy River: The McGregor Saga donde interpretó a Josh McGregor hasta 1996.
En 1997 interpretó a Dnaiel de pequeño en Halifax f.p.: Déjà Vu.
En 1999 se unió al elenco recurrente de la serie australiana Thunderstone donde interpretó a Chip, un nómada hasta el final de la serie en el 2000. 
Ese mismo año interpretó a Jason Sommers en la serie policíaca Blue Heelers, anteriormente había aparecido por primera vez en la serie en 1995 donde dio vida a Matthew Roper durante el episodio "Breaking the Cycle".
En el 2001 interpretó a Kennt Kimes a los doce años en la película Like Mother Like Son: The Strange Story of Sante and Kenny Kimes la cual está basada en la historia de la asesina Sante Kimes quien junto a su hijo Kenny Kimes cometen varios crímenes. El actor norteamericano Matt Robinson interpretó a Kent de grande.
En el 2003 obtuvo un pequeño papel en la película Darkness Falls, en la que interpretó a Larry Fleishman de pequeño.
En el 2013 apareció como invitado en un episodio de la primera temporada de la serie The Doctor Blake Mysteries, en el que dio vida a Sean McBride.

## Filmografía
Series de televisión
| Año         | Título                         | Personaje     | Notas                             |
| ----------- | ------------------------------ | ------------- | --------------------------------- |
| 2013        | The Doctor Blake Mysteries     | Sean McBride  | episodio "Brotherly Love"         |
| 2002        | Bootleg                        | Derek Crawley | miniserie                         |
| 2001        | The Saddle Club                | Liam          | 3 episodios                       |
| 2001        | Wild Kat                       | Jamie Ryan    | 3 episodios                       |
| 1999 - 2000 | Thunderstone                   | Chip          | 51 episodios                      |
| 2000        | Stingers                       | Adam Hauser   | episodio "Forced Perspective"     |
| 1999        | Blue Heelers                   | Jason Sommers | episodio "The Game"               |
| 1999        | Zoo Tails                      | -             | -                                 |
| 1998        | The Violent Earth              | Tom (10 años) | miniserie                         |
| 1998        | The Silver Brumby              | Yuri/Narrabri | -                                 |
| 1997        | State Coroner                  | Alex Bennett  | episodio "'Till Death Do Us Part" |
| 1997        | Halifax f.p.                   | Daniel        | episodio "Déjà Vu"                |
| 1995 - 1996 | Snowy River: The McGregor Saga | Josh McGregor | 23 episodios                      |
| 1994        | Sky Trackers                   | Tom           | episodio "Kiss the sky"           |
| 1993        | Phoenix                        | Marty         | episodio "Give a Dog a Bone"      |

Películas
| Año  | Título                                                           | Personaje             | Notas                                                               |
| ---- | ---------------------------------------------------------------- | --------------------- | ------------------------------------------------------------------- |
| 2003 | Darkness Falls                                                   | Joven Larry Fleishman | junto a Joshua Anderson & Emily Browning                            |
| 2001 | Like Mother Like Son: The Strange Story of Sante and Kenny Kimes | Kent Kimes (12 años)  | junto a Mary Tyler Moore, Robert Forster & Jean Stapleton           |
| 1999 | Noah's Ark                                                       | Joven Shem            | junto a Jon Voight & Mary Steenburgen                               |
| 1995 | Angel Baby                                                       | Sam Goodman           | junto a John Lynch, Jacqueline McKenzie, Colin Friels & Robyn Nevin |

Director y escritor
| Año  | Título     | Notas                          |
| ---- | ---------- | ------------------------------ |
| 2011 | Phone Call | corto - co-director & escritor |

## Premios y nominaciones
| Año  | Categoría                                                                 | Premio    | Serie    | Resultado |
| ---- | ------------------------------------------------------------------------- | --------- | -------- | --------- |
| 2000 | Best Performance by an Actor in a Guest Role in a Television Drama Series | AFI Award | Stingers | Nominado  |